# Natação no Campeonato Mundial de Esportes Aquáticos de 2019 - 200 m livre masculino
A prova dos 200 metros livre masculino da natação no Campeonato Mundial de Esportes Aquáticos de 2019 ocorreu nos dias 22 de julho e 23 de julho, em Gwangju, na Coreia do Sul.  Sun Yang era o atual campeão e defendeu seu título. Danas Rapšys, da Lituânia, terminou em primeiro, mas foi desclassificado. Durante a cerimônia de medalhas, Duncan Scott da Grã-Bretanha se recusou a dividir o pódio com o Sun Yang da China, com Sun Yang chamando Scott de perdedor.  

## Recordes
Antes desta competição, os recordes mundiais e do campeonato nesta prova eram os seguintes:
| Tipo                  | Atleta          | Tempo   | Local | Data                |
| --------------------- | --------------- | ------- | ----- | ------------------- |
|                       | Paul Biedermann | 1:42.00 | Roma  | 28 de julho de 2009 |
| Recorde do campeonato | Paul Biedermann | 1:42.00 | Roma  | 28 de julho de 2009 |

## Medalhistas
| Ouro           | Prata                     | Bronze                                     |
| Sun Yang (CHN) | Katsuhiro Matsumoto (JPN) | Martin Malyutin (RUS) · Duncan Scott (GBR) |

## Cronograma
Todos os horários são locais (UTC+9). 
| Data        | Hora  | Evento        |
| ----------- | ----- | ------------- |
| 22 de julho | 10:57 | Eliminatórias |
| 22 de julho | 21:12 | Semifinal     |
| 23 de julho | 20:02 | Final         |

## Resultados

### Eliminatórias
Esses foram os resultados das eliminatórias. Foram realizadas no dia 22 de julho com início às 10:57. 
| Pos. | Bateria | Raia | Nadador             | Nacionalidade        | Tempo   | Notas            |
| ---- | ------- | ---- | ------------------- | -------------------- | ------- | ---------------- |
| 1    | 7       | 2    | James Guy           | Reino Unido          | 1:46.18 | Q                |
| 2    | 5       | 4    | Sun Yang            | China                | 1:46.22 | Q                |
| 3    | 7       | 5    | Martin Malyutin     | Rússia               | 1:46.29 | Q                |
| 4    | 5       | 5    | Kyle Chalmers       | Austrália            | 1:46.36 | Q                |
| 5    | 6       | 4    | Duncan Scott        | Reino Unido          | 1:46.45 | Q                |
| 6    | 6       | 6    | Fernando Scheffer   | Brasil               | 1:46.46 | Q                |
| 7    | 7       | 3    | Katsuhiro Matsumoto | Japão                | 1:46.51 | Q                |
| 8    | 5       | 3    | Dominik Kozma       | Hungria              | 1:46.55 | Q                |
| 9    | 7       | 4    | Danas Rapšys        | Lituânia             | 1:46.60 | Q                |
| 10   | 6       | 2    | Ji Xinjie           | China                | 1:46.62 | Q                |
| 11   | 5       | 6    | Mikhail Dovgalyuk   | Rússia               | 1:46.72 | Q                |
| 12   | 6       | 3    | Andrew Seliskar     | Estados Unidos       | 1:46.74 | Q                |
| 13   | 6       | 5    | Townley Haas        | Estados Unidos       | 1:46.85 | Q                |
| 14   | 7       | 6    | Clyde Lewis         | Austrália            | 1:46.93 | Q                |
| 15   | 7       | 7    | Filippo Megli       | Itália               | 1:46.95 | Q                |
| 16   | 6       | 7    | Maarten Brzoskowski | Países Baixos        | 1:47.06 | Q                |
| 17   | 5       | 7    | Breno Correia       | Brasil               | 1:47.26 |                  |
| 18   | 6       | 1    | Jacob Heidtmann     | Alemanha             | 1:47.38 |                  |
| 19   | 5       | 1    | Velimir Stjepanović | Sérvia               | 1:47.40 |                  |
| 20   | 5       | 2    | Naito Ehara         | Japão                | 1:47.46 |                  |
| 21   | 7       | 8    | Poul Zellmann       | Alemanha             | 1:47.65 |                  |
| 22   | 7       | 1    | Khader Baqlah       | Jordânia             | 1:47.72 |                  |
| 23   | 6       | 8    | Kacper Majchrzak    | Polónia              | 1:48.05 |                  |
| 24   | 4       | 9    | Cristian Quintero   | Venezuela            | 1:48.10 |                  |
| 25   | 7       | 9    | Nils Liess          | Suíça                | 1:48.29 |                  |
| 26   | 4       | 3    | Kregor Zirk         | Estónia              | 1:48.51 | Recorde nacional |
| 27   | 2       | 3    | Alexei Sancov       | Moldávia             | 1:48.60 |                  |
| 27   | 7       | 0    | Jordan Sloan        | Irlanda              | 1:48.60 |                  |
| 29   | 5       | 8    | Welson Sim          | Malásia              | 1:48.61 |                  |
| 30   | 6       | 0    | Denis Loktev        | Israel               | 1:48.76 |                  |
| 31   | 5       | 9    | Lee Ho-joon         | Coreia do Sul        | 1:48.89 |                  |
| 32   | 4       | 2    | Mikel Schreuders    | Aruba                | 1:48.92 |                  |
| 33   | 3       | 4    | Erge Gezmis         | Turquia              | 1:49.35 |                  |
| 34   | 4       | 5    | Matthew Stanley     | Nova Zelândia        | 1:49.36 |                  |
| 35   | 4       | 4    | Alexander Pratt     | Canadá               | 1:49.56 |                  |
| 35   | 4       | 6    | Darren Chua         | Singapura            | 1:49.56 |                  |
| 37   | 6       | 9    | Miguel Nascimento   | Portugal             | 1:49.71 |                  |
| 38   | 3       | 5    | Pit Brandenburger   | Luxemburgo           | 1:50.10 |                  |
| 39   | 2       | 4    | Mokhtar Al-Yamani   | Iêmen                | 1:50.18 |                  |
| 40   | 4       | 0    | An Ting-yao         | Taipé Chinesa        | 1:50.48 |                  |
| 41   | 4       | 8    | Ognjen Marić        | Croácia              | 1:50.84 |                  |
| 42   | 2       | 5    | Michael Gunning     | Jamaica              | 1:51.14 |                  |
| 43   | 4       | 1    | Wesley Roberts      | Ilhas Cook           | 1:51.25 |                  |
| 44   | 3       | 6    | Eben Vorster        | África do Sul        | 1:51.70 |                  |
| 45   | 3       | 2    | Marko Kovačić       | Bósnia e Herzegovina | 1:51.78 |                  |
| 46   | 3       | 9    | Alex Sobers         | Barbados             | 1:51.89 |                  |
| 47   | 3       | 1    | Aflah Prawira       | Indonésia            | 1:51.91 |                  |
| 48   | 3       | 8    | Igor Mogne          | Moçambique           | 1:52.19 |                  |
| 49   | 3       | 0    | Cheuk Ming Ho       | Hong Kong            | 1:52.34 |                  |
| 49   | 3       | 3    | Sajan Prakash       | Índia                | 1:52.34 |                  |
| 51   | 2       | 1    | Omar Abbas          | Síria                | 1:52.78 |                  |
| 52   | 3       | 7    | Andrew Digby        | Tailândia            | 1:53.01 |                  |
| 53   | 2       | 2    | Jorge Depassier     | Chile                | 1:53.62 |                  |
| 54   | 2       | 9    | Audai Hassouna      | Líbia                | 1:53.74 |                  |
| 55   | 1       | 5    | Irakli Revishvili   | Geórgia              | 1:54.00 |                  |
| 56   | 2       | 8    | Noah Mascoll-Gomes  | Antígua e Barbuda    | 1:54.20 |                  |
| 57   | 1       | 6    | Kledi Kadiu         | Albânia              | 1:55.11 |                  |
| 58   | 2       | 6    | Alireza Yavari      | Irão                 | 1:56.28 |                  |
| 59   | 1       | 3    | Jordan Crooks       | Ilhas Caimã          | 1:56.33 |                  |
| 60   | 1       | 1    | Yacob Al-Khulaifi   | Catar                | 1:56.57 |                  |
| 61   | 2       | 0    | Lin Sizhuang        | Macau                | 1:57.37 |                  |
| 62   | 1       | 4    | Matt Galea          | Malta                | 1:58.57 |                  |
| 63   | 1       | 2    | Noel Keane          | Palau                | 2:02.63 |                  |
| 64   | 1       | 7    | Dren Ukimeraj       | Kosovo               | 2:05.29 |                  |
| 65   | 1       | 8    | Mubal Ibrahim       | Maldivas             | 2:09.06 | Recorde nacional |
| 66   | 4       | 7    | Marwan El-Kamash    | Egito                | DNS     | DNS              |
| 66   | 5       | 0    | Felix Auböck        | Áustria              | DNS     | DNS              |
| 66   | 2       | 7    | James Freeman       | Botswana             | DSQ     | DSQ              |

### Semifinal
Esses foram os resultados das semifinais. Foram realizadas no dia 22 de julho com início às 21:12 
Semifinal 1
| Pos. | Raia | Nadador             | Nacionalidade  | Tempo   | Notas |
| ---- | ---- | ------------------- | -------------- | ------- | ----- |
| 1    | 1    | Clyde Lewis         | Austrália      | 1:44.90 | Q     |
| 2    | 4    | Sun Yang            | China          | 1:45.31 | Q     |
| 3    | 6    | Dominik Kozma       | Hungria        | 1:45.57 | Q     |
| 4    | 3    | Fernando Scheffer   | Brasil         | 1:45.83 |       |
| 5    | 2    | Ji Xinjie           | China          | 1:45.88 |       |
| 6    | 5    | Kyle Chalmers       | Austrália      | 1:46.21 |       |
| 7    | 7    | Andrew Seliskar     | Estados Unidos | 1:46.83 |       |
| 8    | 8    | Maarten Brzoskowski | Países Baixos  | 1:47.13 |       |

Semifinal 2
| Pos. | Raia | Nadador             | Nacionalidade  | Tempo   | Notas |
| ---- | ---- | ------------------- | -------------- | ------- | ----- |
| 1    | 2    | Danas Rapšys        | Lituânia       | 1:45.44 | Q     |
| 2    | 3    | Duncan Scott        | Reino Unido    | 1:45.56 | Q     |
| 2    | 6    | Katsuhiro Matsumoto | Japão          | 1:45.56 | Q     |
| 4    | 5    | Martin Malyutin     | Rússia         | 1:45.60 | Q     |
| 5    | 8    | Filippo Megli       | Itália         | 1:45.76 | Q,    |
| 6    | 4    | James Guy           | Reino Unido    | 1:45.95 |       |
| 7    | 7    | Mikhail Dovgalyuk   | Rússia         | 1:46.20 |       |
| 8    | 1    | Townley Haas        | Estados Unidos | 1:46.37 |       |

### Final
A final foi realizada em 23 de julho às 20:02. 
| Pos.              | Raia | Nadador             | Nacionalidade | Tempo   | Notas            |
| ----------------- | ---- | ------------------- | ------------- | ------- | ---------------- |
| Medalha de ouro   | 5    | Sun Yang            | China         | 1:44.93 |                  |
| Medalha de prata  | 2    | Katsuhiro Matsumoto | Japão         | 1:45.22 | Recorde nacional |
| Medalha de bronze | 1    | Martin Malyutin     | Rússia        | 1:45.63 |                  |
| Medalha de bronze | 6    | Duncan Scott        | Reino Unido   | 1:45.63 |                  |
| 5                 | 8    | Filippo Megli       | Itália        | 1:45.67 | Recorde nacional |
| 6                 | 4    | Clyde Lewis         | Austrália     | 1:45.78 |                  |
| 7                 | 7    | Dominik Kozma       | Hungria       | 1:45.90 |                  |
| 8                 | 3    | Danas Rapšys        | Lituânia      | DSQ     |                  |

Legenda
| Recorde mundial       | Recorde mundial (World record)               |                       | Recorde africano                      | Recorde africano (African) |                                           | Q | Classificado por posição (Qualified) |
| Recorde do campeonato | Recorde do campeonato (Championship record)  | Recorde da América    | Recorde da América (Americas)         | q                          | Classificado por melhor tempo (Qualified) |   |                                      |
| Melhor marca do ano   | Melhor marca do ano (World leading)          | Recorde asiático      | Recorde asiático (Asian)              | DNS                        | Não largou (Did not start)                |   |                                      |
| Recorde nacional      | Recorde nacional (National record)           | Recorde europeu       | Recorde europeu (European)            | DNF                        | Não terminou (Did not finish)             |   |                                      |
| Recorde pessoal       | Recorde pessoal do atleta (Personal best)    | Recorde da Oceania    | Recorde da Oceania (Oceania)          | DSQ / DQ                   | Desclassificado (Disqualified)            |   |                                      |
| Recorde da temporada  | Recorde da temporada do atleta (Season best) | Recorde sul-americano | Recorde sul-americano (South America) | NM                         | Sem marca (No mark)                       |   |                                      |